# فهرست حشرات
- زنبورعسل
- پشه
- مگس
- خرمگس
- ملخ
- سوسک
- آخوندک
- شته
- موریانه
- بید کاغذ
- بید لباس
- زنجره
- ساس
- خرچسونه
- سنجاقک
- کک
- کفش دوزک
- شب‌پره کولی یا پروانه ابریشم‌باف ناجور (Lymanteria dispar)
- شب‌پره دم‌قهوه‌ای (Euproctis chrysorrhoea)
- مورچه قرمز (Solenopsis Saevissima)
- سوسک ژاپنی (Popillia Japonica)
- مگس میوه مدیترانه‌ای (Certitis capitata)
- مگس میوه مکزیکی (Anastrepha ludens)
- مگس میوه زینتی (Dacus dorsalis)
- کرم قوزه پنبه (Pectinophora gossypiella)
- سوسک سفید ریشه (Graphognathus species)
- ملخ چغندر قند (Circulifer tenellus)
- سوسک خاپرا (Trogoderma granarium)
- سوسک برگخوار غلات (Oulem melanopus)
- دم‌جنبانک (Collembola)
- زنجرک سیب‌زمینی (Emposca fabae)
- کرم درخت (borer)
- کرم خراط